# Финансовый аналитик
Финансовый аналитик — специалист по применению математических и статистических методов для решения вопросов финансового управления и управления рисками.
Изначально финансовые аналитики работали на стороне продавца — брокера или дилера, где занимались вопросами ценообразования деривативов и управлением рисками. Со временем содержание профессии значительно изменилось: в её рамки включается практически любая деятельность, связанная с регулярным применением финансовой математики, включая также работу на стороне покупателя. Среди направлений деятельности финансовых аналитиков — статистический арбитраж, количественные методы в управлении инвестициями, алгоритмическая торговля, электронное управление котировками.

## Образование
Финансовые аналитики чаще имеют образование в области прикладной математики, физики или инженерии, а не в экономике, некоторые специалисты обладают научной степенью. Кроме того, часто от финансовых математиков ожидается владение языками программирования (среди наиболее востребованных в этой области: Си, C++, Java, R, MATLAB, Mathematica, Python).
Спрос на финансовых аналитиков возродил также спрос на актуариев. Более того, начали появляться такие аспирантские и магистерские программы, как финансовый инжиниринг, финансовая математика, вычислительные финансы, финансовое перестрахование. В учебных программах для финансовых аналитиков включаются также такие курсы, как исследование операций, математическая статистика, машинное обучение, финансовый анализ. Для расчета эффективности портфеля и моделирования рисков портфеля используются методы науки о данных, что, в свою очередь, подтолкнуло спрос на выпускников магистерских программ по этим направлениям для заполнения вакансий финансовых аналитиков.